# Molière (1978)
Molière ist ein französisch-italienischer Historienfilm der Theatermacherin Ariane Mnouchkine, der am 30. August 1978 in die französischen und am 8. Dezember 1978 in die deutschen Kinos kam. Ariane Mnouchkine hatte seit 1976 an dem Projekt gearbeitet, an dem auch viele ihrer Schauspieler vom Théâtre du Soleil teilnahmen.

## Handlung
Der Film erzählt das Leben des französischen Komödiendichters und Schauspielers Molière (1622–1673), beginnend mit seiner Kindheit. Der frühe Tod der geliebten Mutter ist für den erst zehnjährigen Jungen und seine Familie eine einschneidende Erfahrung. Als Jurastudent in Orléans hat er seine erste Begegnung mit dem Theater. Sie weckt in ihm den Wunsch, Schauspieler zu werden. Gegen den Widerstand des Vaters (eines gutbürgerlichen Teppichwebers) setzt er seinen Willen schließlich durch. Der Karnevalsumzug in Orléans entwickelt sich zu einem Aufstand, nachdem Steuereintreiber erschienen sind; diese werden verspottet, ihrer Kleider beraubt und in die Loire geworfen. Daraufhin treiben die berittenen Soldaten des Bischofs die Menge mit Waffengewalt blutig auseinander. Molière kann mit einem Kameraden gerade noch entkommen, und er lernt die Schauspielerin Madeleine Béjart kennen, deren Truppe er sich anschließt. Er wird in die Familie der Schauspieler aufgenommen und Geliebter der Béjart. Zunächst muss ihn sein Vater noch aus dem Schuldturm auslösen, aber nach der Vereinigung mit der Truppe Dufresnes geht es langsam aufwärts. 
Das Leben als Wanderschauspieler am Rande der Gesellschaft wird gezeigt. Molière lernt, dass mit Harlekin-Komödien im Stil der Commedia dell’arte mehr Zuschauer als mit Tragödienstoffen (Racine) zu erreichen sind. Er steigt zum Hauptstückeschreiber und Prinzipal der Truppe auf. Nach fünfzehn Jahren der Wanderschaft, während denen sie in Landgasthöfen oder auf freiem Feld spielen, treten die Schauspieler 1658 vor dem Herzog von Orléans auf, dem jüngeren Bruder des französischen Königs Ludwig XIV. Als Krönung ihrer Karriere lädt der Herzog sie nach Paris ein, um vor dem König zu spielen. Dieser findet Gefallen an ihnen und lässt Molière Feste und Theaterabende organisieren – in Zusammenarbeit mit dem Komponisten und Hofmusik-Dirigenten Jean-Baptiste Lully. 
Ludwig XIV. weist Molière als Spielstätte in Paris einen Saal nahe dem Louvre zu. Als die Theatertruppe gut etabliert ist, trifft Molière bei einem gemeinsamen Fest mit den Schauspielern die Entscheidung, die Tochter von Madeleine Béjart, Armande, zu heiraten. Später, kurz vor ihrem Tod, versöhnt sich Molière mit Madeleine. In einer langen Schlusssequenz stirbt Molière an einem Blutsturz (Tuberkulose), untermalt von der Musik Henry Purcells.

## Hintergrund
Jean Carmet und Jacques Villeret spielten ebenfalls mit, fielen aber in der endgültigen Fassung der Schere zum Opfer.
Clemencic verwendet neben eigenen Kompositionen Musik von Henry Purcell (King Arthur), Claudio Monteverdi (L’Orfeo), Jean-Baptiste Lully (Te Deum, Ballettmusik „Bal Réglé“, „Ballet Royale de l’Impatience“), Jean Japart („L’Homme Oiseau“). Interpretiert wird sie vom Clemencic Consort. Die CD mit der Musik ist bei Harmonia Mundi herausgekommen.
Neben einer fünfstündigen TV-Version gibt es einen weiteren Spielfilm über das Leben Molières von Laurent Tirard aus dem Jahr 2007 mit Romain Duris in der Hauptrolle.

## Kritik
„Die Biografie des französischen Schriftstellers Molière (1622–1673) in einer überzeugenden, theaternahen Inszenierung. Ein opulenter, in Regie und Darstellung außergewöhnlicher Bilderschmaus, der aber auch gesellschaftliche Strukturen und den Menschen Molière erkennen läßt.“

## Auszeichnungen
Der Film erhielt 1979 je einen César für die Beste Kamera (Bernard Zitzermann) und das Beste Szenenbild (Guy-Claude Francois), war aber auch als bester Film sowie für Ton (Alix Comte) und Regie nominiert. Er nahm 1978 am Wettbewerb um die Goldene Palme bei den Filmfestspielen von Cannes teil.